# Castell dels Tres Dragons

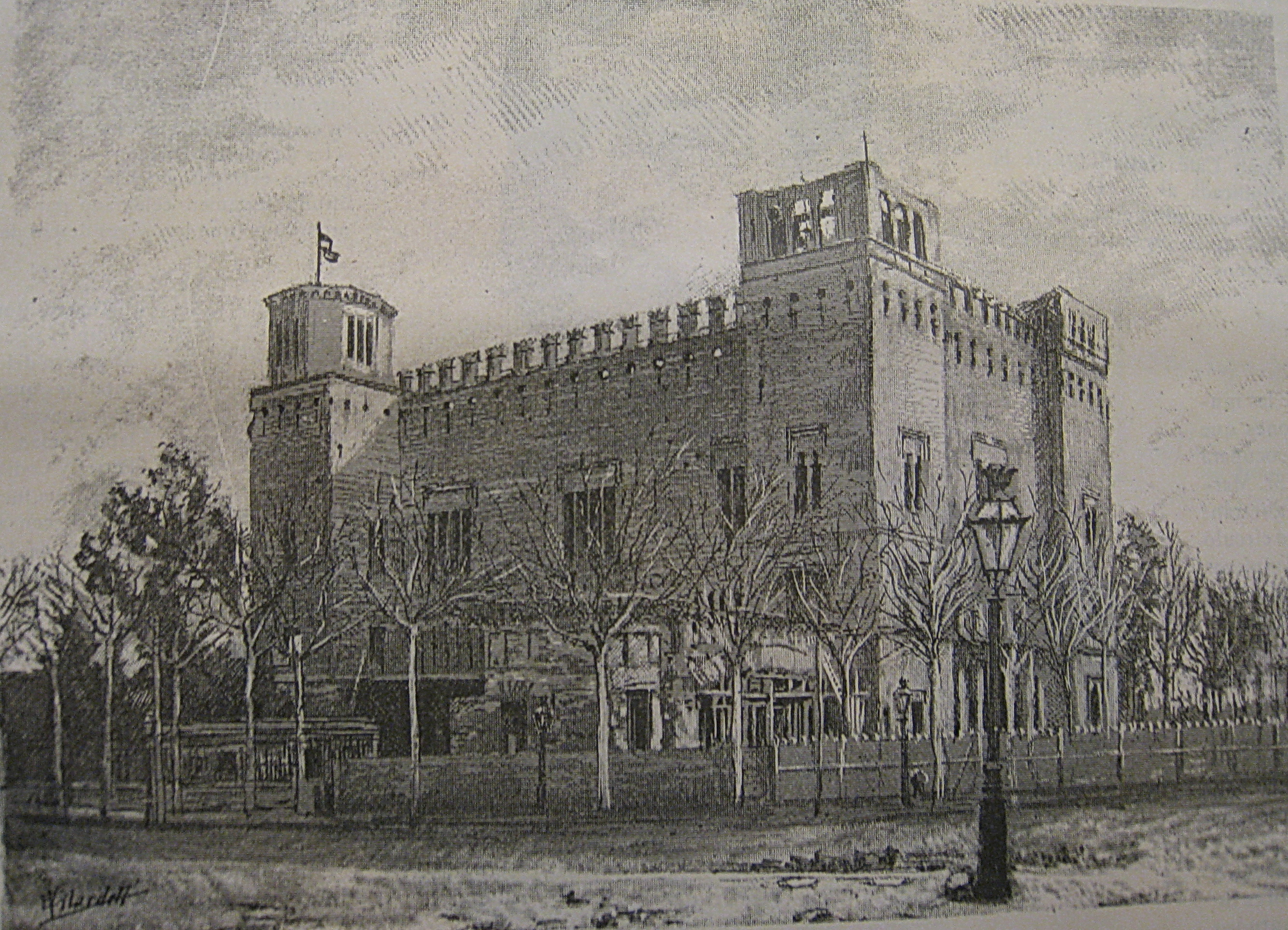
Estat de construcció a l'abril de 1888

El Castell dels Tres Dragons és el nom popular (que prové de la gatada homònima de 1865 de Serafí Pitarra) del Cafè-Restaurant de l'Exposició Universal de 1888, projectat per l'arquitecte Lluís Domènech i Montaner per encàrrec de l'alcalde de Barcelona Rius i Taulet a l'Escola d'Arquitectura de Barcelona, que s'acabava d'inaugurar. Està catalogat com a bé cultural d'interès local.

## Història
El Cafè-Restaurant va ser construït amb motiu de l'Exposició Universal de 1888 al parc de la Ciutadella, on ja existia un establiment de restauració que fou destruït per a construir-hi el nou edifici. Era un dels pocs que s'havien de conservar un cop finalitzada l'Exposició, juntament amb l'Arc de Triomf, i davant seu tenia el desaparegut palau de les Belles Arts. Elies Rogent, com a director de l'Escola d'Arquitectura de Barcelona, va triar Lluís Domènech i Montaner per a l'encàrrec. Aquest, que també era un arquitecte emergent, també realitzà el Gran Hotel Internacional o la reforma de la Casa de la Ciutat.
De bon començament, ja hi hagué problemes econòmics, fins al punt que es plantejà abandonar el projecte. Finalment, la Comissió Executiva assumí el cost de les obres i Domènech i Montaner presentà el projecte l'11 d'agost de 1887, només vuit mesos abans de la inauguració. L’octubre del mateix any s'iniciaren les obres i havia de ser una construcció ràpida a causa de la falta de temps. L’Exposició Universal s'inaugurà el 20 d’abril de 1888, quan el Cafè-Restaurant encara no era finalitzat, ja que quedaven per col·locar les decoracions interiors, la meitat dels escuts ceràmics de les façanes, les corones dels merlets i acabar la torre de l’homenatge. Per a resoldre aquestes mancances, s'encarregà a Josep Forteza, l’arquitecte auxiliar de la construcció, que hi afegís decoracions provisionals, ja que Domènech i Montaner va dimitir en veure que la seva obra necessitava més temps per ser acabada i els organitzadors de l’Exposició no l'hi concedien. Finalment, s'inaugurà el 17 d’agost, quan ja restava poc per a la clausura.
En acabar l'Exposició l'edifici continuà un temps fent la seva funció inicial, fins al 1891, quan l'alcalde Joan Coll i Pujol demanà a Domènech i Muntaner que l'adaptés per acollir-hi un Museu d'Història, de manera que es canvià la decoració i s'hi afegiren motius heràldics. La inauguració provisional fou el 1892, data del quart centenari del descobriment d'Amèrica. Aquest mateix any, l’arquitecte lliurà el projecte del museu, i organitzà els diferents tallers de metal·lúrgia, de manyà i de modelatge, liderats per empreses reconegudes de Barcelona, que hi treballarien in situ, i també s'hi realitzarien obres per altres construccions coetànies de Domènech i Montaner. En aquest període, es començà a conèixer el nom «taller dels tres dragons», considerat per Cirici l’inici del modernisme català. Un altre cop, per falta de diners no es pogué acabar, i el desembre del mateix any. l'arquitecte abandonà les obres.
El Museu s'inaugurà a principis de l'any següent, però el seu recorregut fou curt. El 1895, amb la creació del Palau dels Museus Municipals, es canvià d’ubicació i el Castell dels Tres Dragons quedà de nou sense funció. Es decideix aleshores convertir l’edifici en l'Escola Municipal de Música, que el 1903 ja era en funcionament.
El 1927 tornà a ser Museu d’Història Natural, quan es retiraren les aules de música i es col·locarn els escuts ceràmics que faltaven, en aquest cas dedicat amb exemplars de flora i fauna, adients al nou ús. A partir del 1931, a la planta baixa s'ubicà la Borsa de Treball Municipal. Després de la Guerra Civil Espanyola l’edifici quedà malmès, i el nou règim hi ubicà a la planta baixa un menjador social fins al 1946, quan s‘aprovà un projecte de reforma, salvant alguns danys superficials causats pels bombardejos i els problemes d’infiltració d’aigua.
El 1984, Alexandre Cirici hi feu una nova intervenció, creant un edifici soterrani connectat al ja existent a través d’un ascensor col·locat a la torre de l’homenatge.
L'any 2010 es van traslladar moltes de les seves col·leccions públiques a l'Edifici Fòrum, inaugurat el març de 2011 amb el nom de «Museu Blau» (terme abandonat avui dia), i el Castell dels Tres Dragons es convertí en seu científica del museu: acollí el Laboratori de Natura amb laboratoris i espai de recerca, estudi i conservació de les col·leccions.
El 2024 es va anunciar l'inici de les obres la rehabilitació de la façana per l'any següent, quedant pendent l'interior.

## Descripció
És un edifici amb reminiscències dels castells medievals, que li donen rigidesa, un tipus d'arquitectura centrada en l'estructura i amb una exuberant decoració. Allò que fa que no es caigui en un estil historicista és el fet que l'arquitecte hi incorporà nous materials com el ferro i el maó vistos, que recorden els edificis industrials de l'època. També ho fa el joc dels elements decoratius, integrats en l'estructura, creant una unitat constructiva i estilística.
La construcció és considerada una de les primeres obres del moviment modernista a Catalunya, que es considera que comença amb l'Exposició Universal de 1888, tot i que aquest no sigui considerat purament modernista per alguns autors, que defenen que més bé estaríem parlant d'un edifici protomodernista. Segons Bohigas, amb aquesta obra Domènech i Montaner inicià un corrent de caràcter més racionalista enfront l'expressionisme del modernisme. També s'ha considerat el punt de partida de les arts decoratives del modernisme, sobretot a partir dels treballs del conegut com a «taller dels tres dragons». Aquesta nova vocació per les arts industrials fou causada pel retard del moviment Arts and Crafts a Catalunya, que arriba en un moment d'evolució de les noves tecnologies. També va molt lligat a la cerca d'una personalitat artística nacional.

### Exterior
És de planta rectangular amb una torre de base quadrada a cadascun dels angles. Bàsicament, és un cub de maó massís, on l'únic que sobresurt en alçada són les torres. També trenca aquesta consistència el cos que està adherit a la façana nord-oest, i que s'utilitzà com a entrada. L'exterior es projecta per les terrasses de les façanes laterals i també a partir de nombrosos finestrals configurats per una estructura de doble façana que proporciona també espais per a la circulació. L'arquitecte utilitzà una solució constructiva molt interessant, que consisteix en un sistema de murs amb un mínim pes, ja que el terreny sobre el qual s'aixeca és humit i hi havia la por que s'enderroqués, alhora que crea uns fonaments més submergits en el sòl.
Juga amb l’ús dels materials constructius. El fet de deixar el maó a la vista era innovador, igual que el ferro laminat. Domènech i Montaner ja havia utilitzat el recurs de deixar el maó vist en l'Editorial Montaner i Simon. Són uns nous materials en l'arquitectura de l’època, que estaven vinculats als edificis industrials, però que l'arquitecte sabé adaptar molt bé en el nou llenguatge artístic que s'estava gestant a Catalunya. Segueix l'esquema d'estructura defensiva d'un castell medieval, al que l'arquitecte donà personalitat amb els materials, la composició i la nuesa constructiva.
En les quatre façanes veiem un joc de buits i massissos, que donen un ritme diferent a la construcció. Algunes de les obertures actualment es troben cegades, però això no era així, ja que en els finestrals es trobaven vitralls de colors. També li dona aquesta característica el fet que es treballa molt bé les textures dels diferents elements que acompanyen les façanes, des de les decoracions, fins al tractament de les torres, totes de forma diferent. Aquesta manera de construir les torres completament diferents una de l’altra és causada per la «despreocupació medieval», perquè en l'edat mitjana els castells tampoc tenien totes les torres iguals, no hi havia aquesta preocupació d’uniformitat del conjunt. A més a més, amb els merlets decorats que coronen tot l'edifici, fins i tot les torres, trenquen amb l'horitzontalitat del cub massís.
En el disseny de les targes ceràmiques intervingueren Alexandre de Riquer i Josep Llimona amb el productor Pujol i Bausis; els vitralls són obra d'Antoni Rigalt i Blanch. El vitrall principal, que ocupava tota la façana, va ser destruït en un bombardeig durant la Guerra Civil Espanyola.

#### Façana nord-est

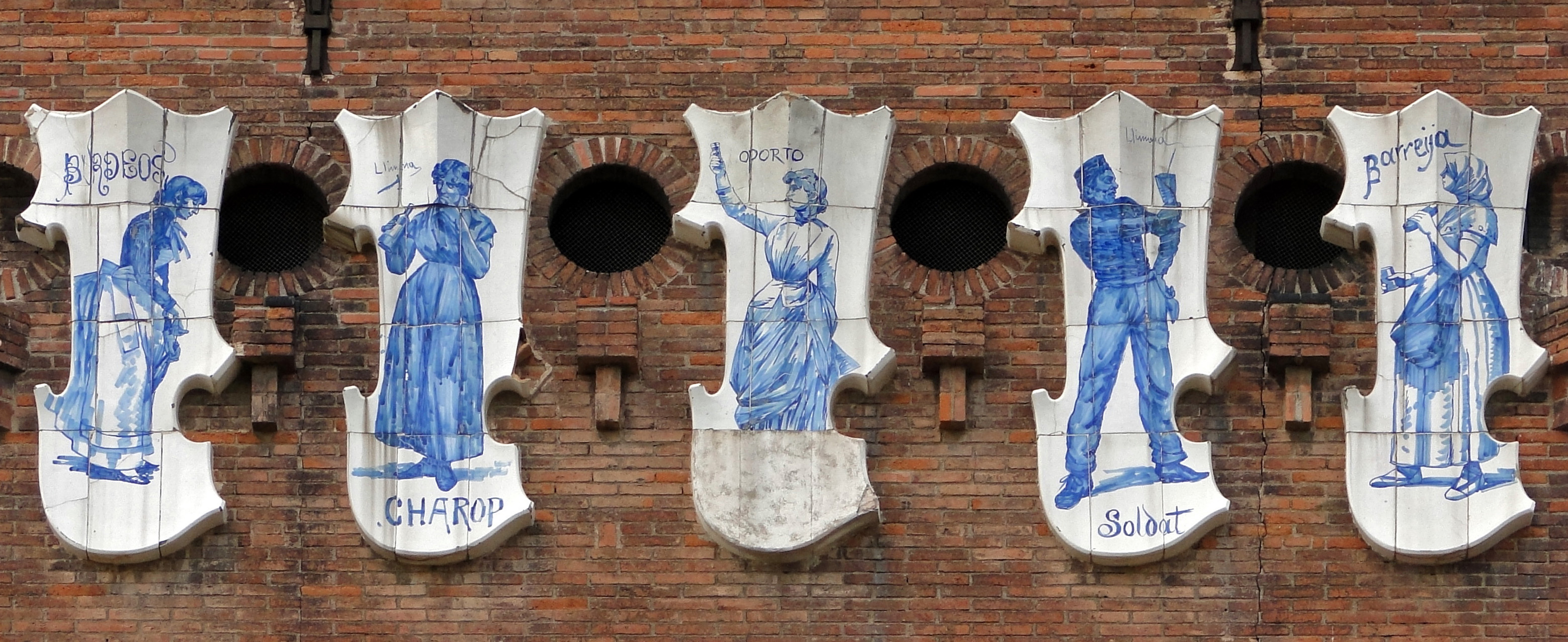
Imatges d'alguns dels escuts ceràmics

A la façana nord-est (on la torre de l'homenatge queda a mà dreta), es pot veure com el cos central queda lleugerament endarrerit pel que fa a les estructures de les torres. Aquest fet el veurem en totes les altres façanes, tot i que en algunes més marcat. A la base de les torres trobem dues obertures verticals rectangulars, amb una estructura sobresortint de maó, en forma de mig rectangle que fa d’escopidor. Damunt d’aquests elements trobem una banda que separa exteriorment el pis inferior i el superior, que s'allarga també pel cos central. La part baixa d’aquest cos cèntric veiem un gran arc rebaixat recolzat sobre el sòcol de pedra en el que s'aixeca l’edifici. En l’interior d’aquesta façana trobem l’escala d’accés a la planta superior, fet que fa que el tractament exterior sigui lleugerament diferent de les altres façanes. Ja en el segon nivell exterior trobem set obertures allargades verticalment, mentre a les torres tenim dos finestrals més amb una llinda de ferro i, a banda i banda, es juga amb l’enfonsament lleuger del maó per crear arcs apuntats cecs, i a sobre de la llinda un rectangle. Després del rectangle de maó, i només en les torres, trobem una altra banda com la de separació dels pisos. Sobre d’aquesta banda mitgera de les torres una obertura separada per un pilar de maó, que en la part superior s'amplia simulant un capitell llis.

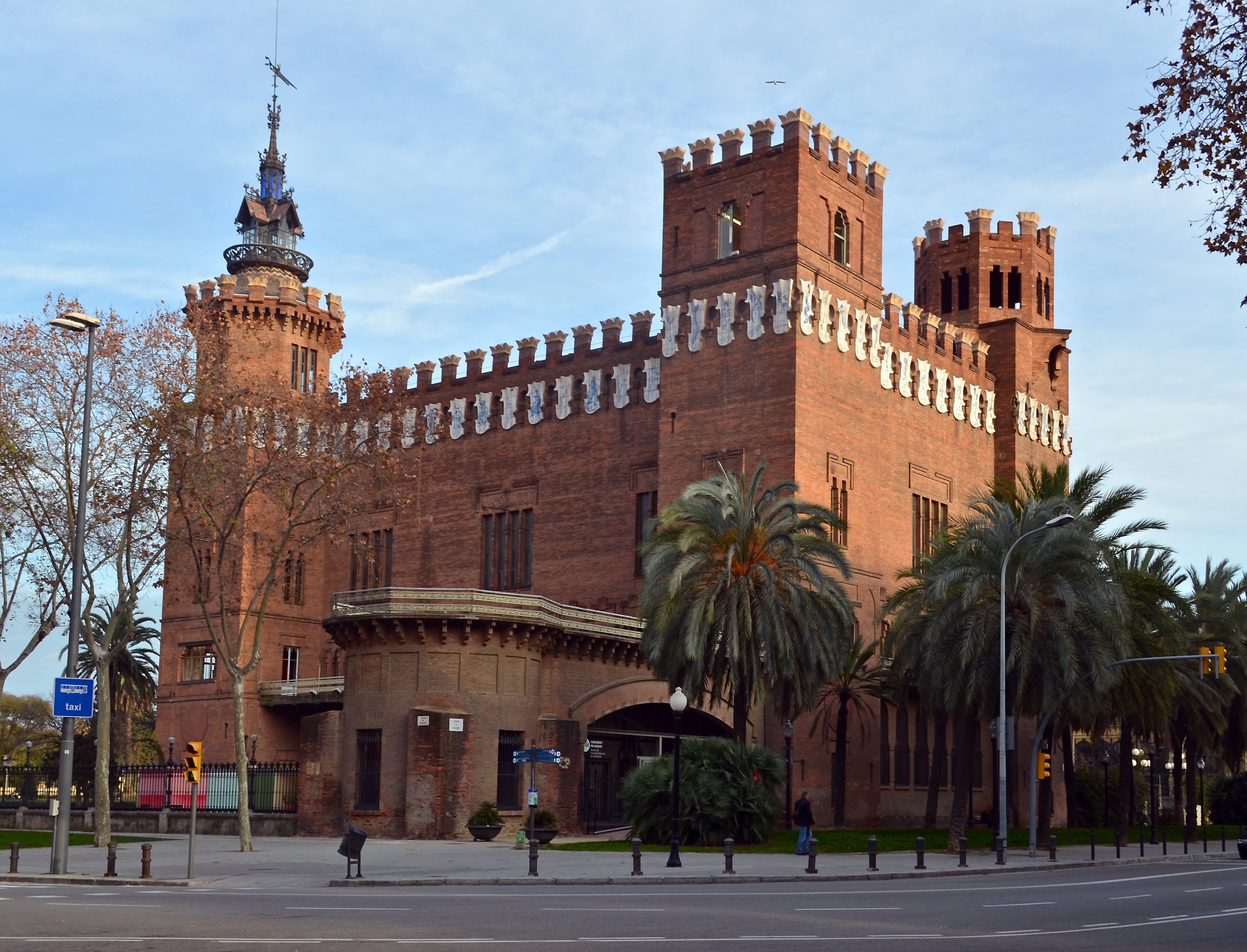
Façana nord-oest

Al cos central hi ha una obertura semicircular partida en tres per dos pilars de maó simples. Aquest finestral s'exalta jugant amb l’enfonsament del maó, seguint la forma semicircular de l'obertura, és una gelosia d'inspiració arabitzant. A la part superior trobem els escuts ceràmics de fons blanc i dibuix blau, que en aquesta part són unes figures femenines que representen vins de diferents comarques catalanes. Entre aquests hi ha ulls de bou per tal de ventilar la cambra d’aire que es troba en la coberta. S'acaba amb set merlets coronats per una espècie de minarets en forma de corona fets amb ceràmica vidrada de color groc. Tot l’edifici està rematat amb aquests merlets, propis dels castells medievals.

#### Façana nord-oest

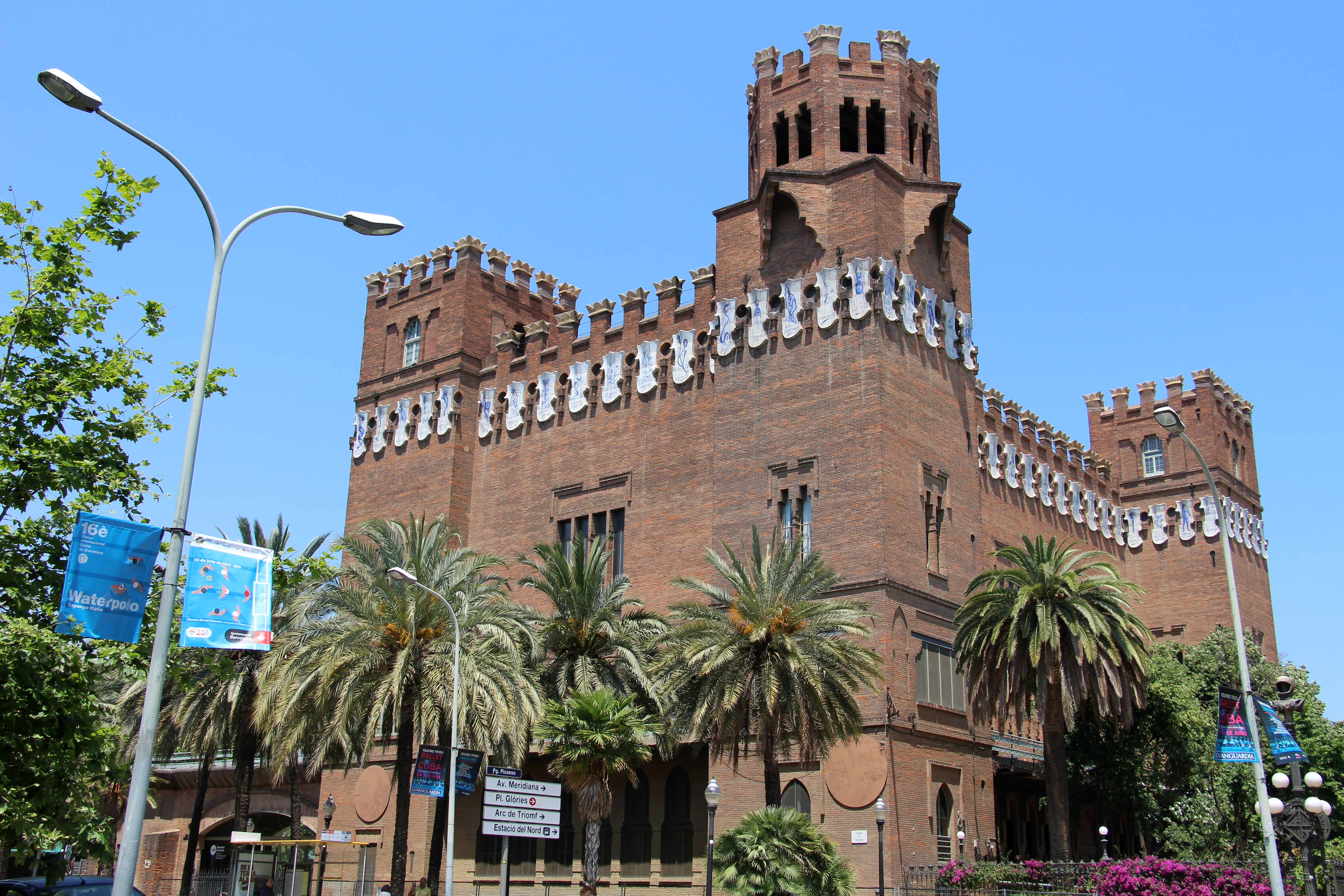
Façana sud-oest, on es veu la torre sud

La façana nord-oest segueix gairebé la mateixa configuració que la definida anteriorment. Entre les dues torres hi ha una terrassa accessible des de la planta superior, que accentua l’horitzontalitat. Cal destacar que les torres sobresurten molt més que en la nord-est, fins al punt que en les cares laterals que donen al cos central es poden realitzar obertures, i així es fa en tres pisos de finestres, una en la base, una altra que dona a la terrassa, i una altra que segueix el nivell de finestres del cos central. En la planta baixa hi ha arcs ogivals sobre columnes octogonals, on hi ha dos arcs cecs que es treballen en petit relleu i que corresponen amb els espais entre finestres de la part superior. Les obertures de la terrassa es configuren amb obertures estretes. Les finestres de damunt són les tres iguals, dividides en tres per pilars de maó. El rematat és el mateix, merlets coronats i a sota els escuts ceràmics, que en aquest cas són figures d’homes i dones relacionades amb el vi, i en les torres exemplars botànics i animals, que segurament fossin afegits després de l’Exposició Universal, ja en època del Museu d’Història Natural.

#### Façana sud-oest

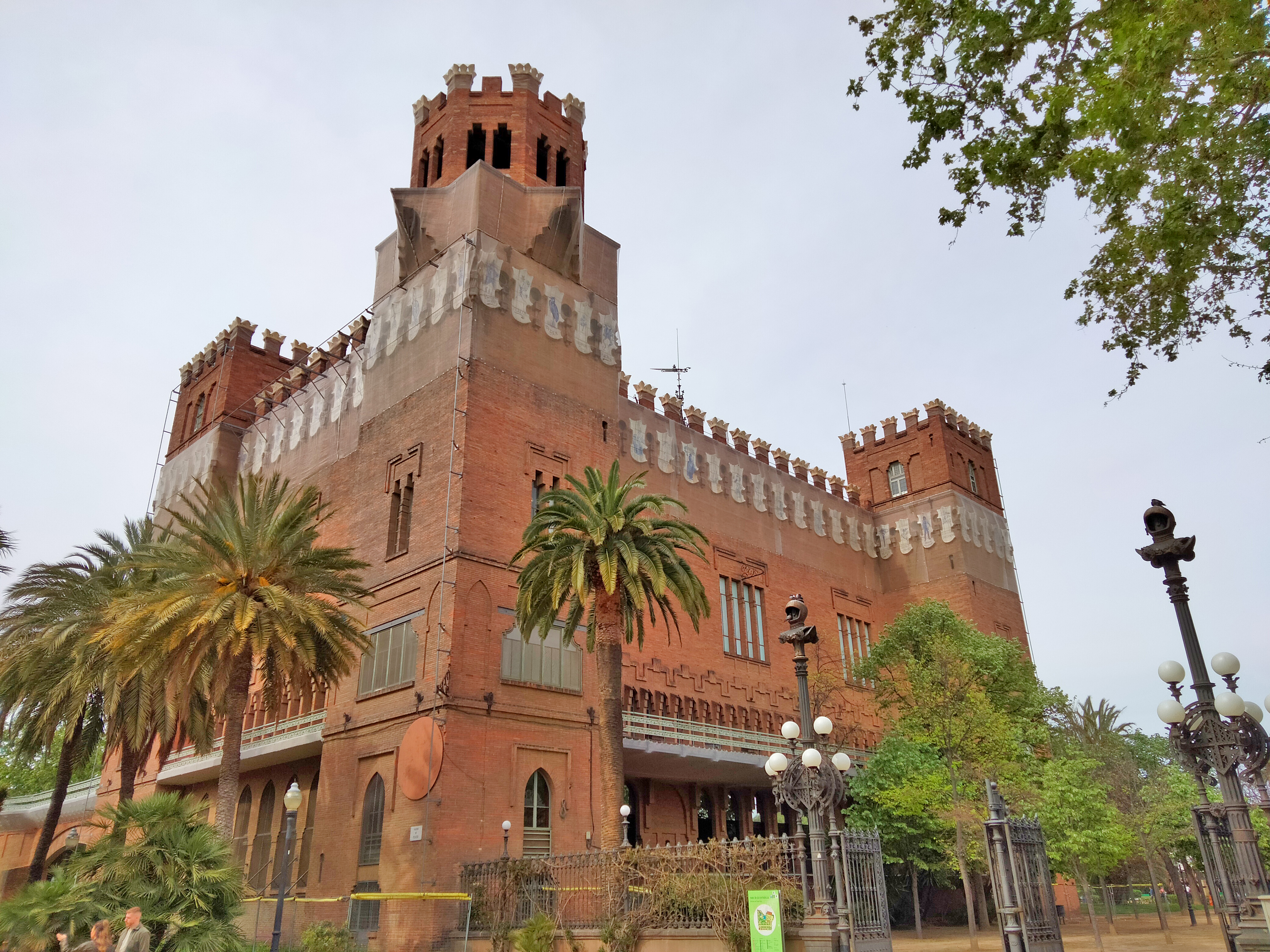
Façana sud-est, on es veu la torre sud

El tret més rellevant de la façana sud-oest és el cos que sobresurt. Es tracta de l’entrada principal a l’edifici, que es configura en forma de braç sobresortint del cub que configura l’edifici, i que ens recorda als ponts llevadisos dels castells medievals. Aquest seria un recurs pres per Domènech i Montaner per tal d’agafar una certa perspectiva per contemplar l’edifici. Cos creat per dos arcs rebaixats recolzats sobre columnes octogonals, igual que en la planta baixa de la façana nord-est, esmentada abans, i que donen accés al vestíbul. L’extrem exterior acaba amb un cos cilíndric flanquejat per quatre contraforts. Aquest, segons el projecte original, hauria d'anar cobert per una lona col·locada en la terrassa per subratllar més la seva importància. La façana del cos central té una finestra igual que la del nord-oest, amb dotze obertures sota. A la planta baixa sis finestrals. L’acabament igualment amb els escuts ceràmics de temàtica de begudes que es podien consumir en el Cafè-Restaurant i els merlets coronats.

#### Façana sud-est
La façana sud-est és casi igual que la nord-oest. Hi ha la terrassa i, per tant, el cos central més endarrerit. Les obertures es treballen de la mateixa forma, igual que els remats de la part superior, conformats exactament igual en tot l’edifici.

#### Les torres

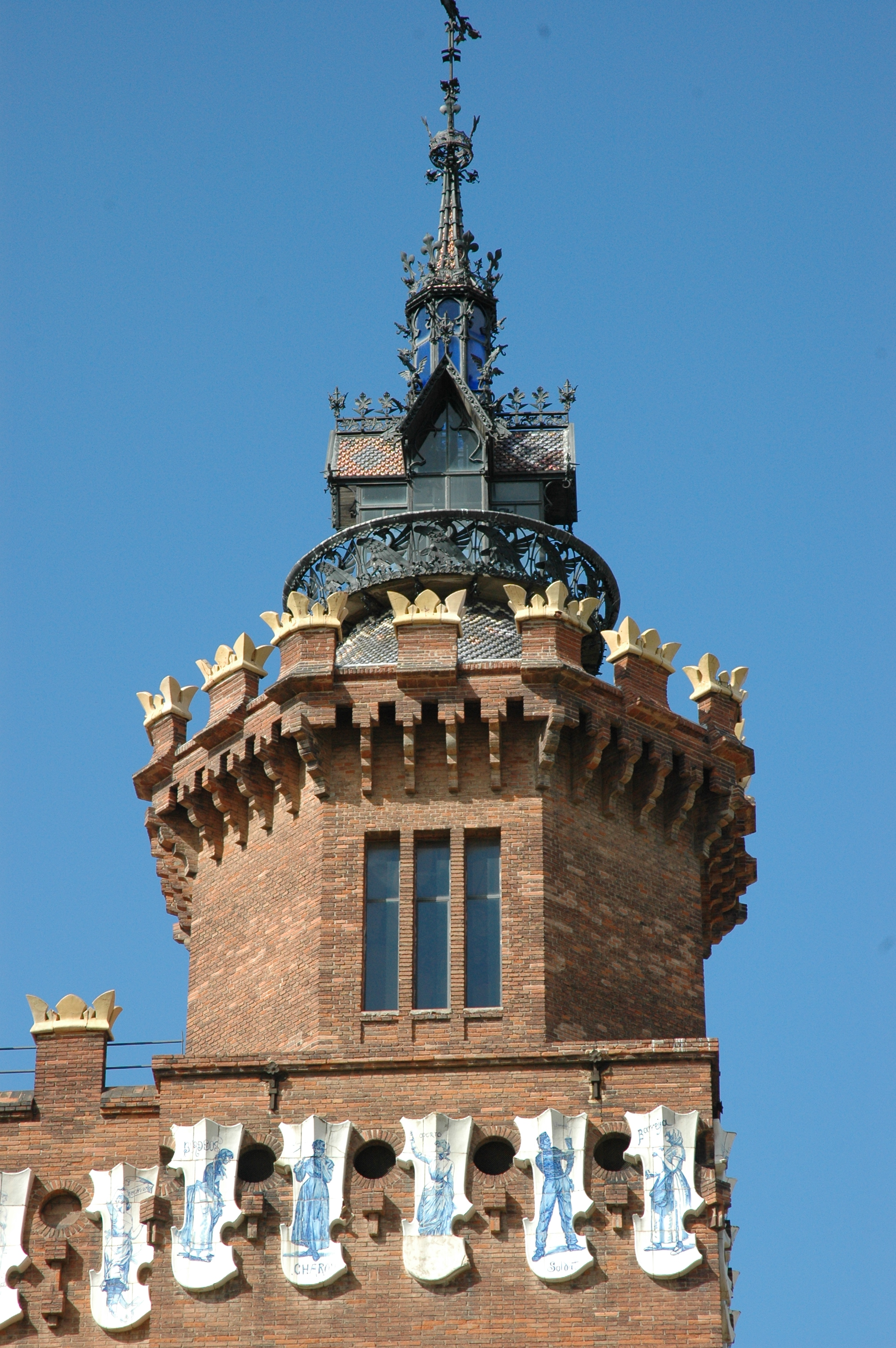
Torre de l'homenatge

La torre que més destaca és la coneguda com la torre de l'homenatge, situada al nord, i que és una reminiscència al Castell dels Tres Dragons de Pitarra. Des del cos inferior ja s'aixeca en planta octogonal, diferenciant-se de les altres torres del Cafè-Restaurant. En aquest primer cos trobem finestres triples rectangulars i verticals, col·locades un costat si i l'altre no. Al capdamunt una cornisa i els merlets que acompanyen tot l'edifici. És rematada amb una coberta piramidal que conté una balconada de ferro que envolta l'estructura de forma circular, del que sobresurt un cos metàl·lic vidrat en forma de creu i cobert amb una cresteria. Aquest últim cos es corona amb un pinacle que sosté un penell heràldic.
La base de la torre sud és quadrangular, però un segon cos de planta octogonal trenca amb la configuració de les torres est i oest. Un segon cos d'un diàmetre menor del quadrangular de la base s'aixeca en la part superior de la torre. En aquest primer pis apareixen sortides en forma d'angle que queden buits des de l'interior, i que fan que desaparegui la banda que separa els cossos, present en les altres torres. Es troben obertures dobles en cada costat del cos octogonal, que es corona amb els merlets de ceràmica vidrada col·locats només en els que corresponen als angles.
Les torres est i oest són totes dues de planta quadrangular, sobresortint només un pis per sobre del cub de maó. A cada costat s'obre una finestra triple. A diferència de les dues torres ja esmentades, aquestes si conserven la banda que separa els cossos, i a més aquesta banda es fa doble, quedant més marcada la separació, que en les altres torres ja queda marcada pel canvi de planta. Totes dues coronades pels merlets, detallats anteriorment.

### Interior
L'espai interior s'articula a través de dues plantes rectangulars de 450 m² cada un, la baixa que dona accés al jardí pel cos d'entrada, i la planta superior que està recorreguda per un balcó perimetral interior. Els dos pisos estan connectats per una escala doble situada en la façana nord-est. La planta baixa estaria destinada per ser el vestíbul i el cafè, mentre que la primera planta seria el menjador del restaurant. És un espai sever però alhora impressionant. Es deixen elements estructurals a la vista, com ara les cintres metàl·liques dels arcs. En tot l'edifici Domènech i Montaner juga amb obertures en els murs, de tal forma que la llum que arriba a l'interior arriba tamisada. Hem de pensar també que en els seus orígens totes les obertures estaven tapades amb vitralls de colors que li devien dotar l'interior d'una llum misteriosa, que, malauradament, no hem conservat, inclús algunes de les obertures s'han cegat.
El menjador és una sola sala rectangular, amb una galeria interior que l'envolta, com ja s'ha nombrat, aprofitant el doble mur que rodeja l'estructura i que facilita el punt de suport estructural i dota a l'edifici d'aquest tractament tan diferencial. A partir d'aquest element perimetral es pot accedir a les terrasses que hi ha entre les torres a través de les obertures verticals detallades en l'apartat anterior. Les portes per accedir a les terrasses quedaven amagades en les columnes quan s'obrien, incorporant l'edifici al paisatge del parc de la Ciutadella. La coberta a dues aigües d'aquesta planta està resolta amb dos arcs dobles de ferro a la vista, recolzats sobre grans pilars cilíndrics, i columnes dobles en la galeria perimetral. En l'espai que correspon a les torres de la façana sud-oest trobem dos menjadors privats. Les altres dos torres corresponen als espais de rebost i la nevera. A la part posterior es trobava la cuina, amb set finestrals.
La planta baixa correspon dimensionalment amb la planta superior. Les columnes superiors baixen fins aquest pis, però en aquest cas es transformen els pilars encarnats en el gruix dels murs. La coberta es resol amb jàsseres de ferro compostes. Tan en aquesta planta com en la superior s'utilitza parquet de melis col·locat en espina de peix per al paviment.
L'escala, situada a l'extrem contrari del cos d'entrada, està ideada com una estructura rectangular, amb una doble escala a banda i banda partint des del centre del mur. Els graons eren de marbre i la barana de fusta amb formes vegetals, pintada de color plata. S'hi accedeix a través d'un gran arc rebaixat, igual que els dos que hi ha en el cos que sobresurt de la façana sud-oest. Queda il·luminada pel finestral semicircular de la façana nord-est i per una claraboia.